# Труд (Фировский район)
Труд — посёлок (в 1947—2000 гг. — посёлок городского типа) в Фировском районе Тверской области России. 
Входит в состав Рождественского сельского поселения.
Расположен в 27 км к северо-востоку от районного центра Фирово, в 8 км от железнодорожной станции Баталино (на линии «Бологое—Великие Луки»).

## Население
| 1959 | 1970  | 1979 | 1989 | 2002 | 2010 |
| ---- | ----- | ---- | ---- | ---- | ---- |
| 1171 | ↘1133 | ↘885 | ↘738 | ↘625 | ↘415 |

## История
Возник в 1869 году на территории Валдайского уезда Новгородской губернии при Самуйловском стекольном заводе (завод принадлежал купцу Самуйлову и выпускал оконное полубелое листовое стекло "холявным" способом). В посёлке строились дома казарменного типа. В 1884 году была начальная школа на 20 учащихся. После 1917 года — около 300 жителей, на заводе работали свыше 100 человек. В 1930 году завод получил наименование «Труд», был переименован и посёлок.
С 1947 года — посёлок городского типа в составе Калининской области.
В 2000 пгт Труд Фировского района преобразован в сельский населенный пункт (посёлок).

## Экономика
Единственное предприятие — ЗАО «Стеклозавод Труд». Производство банок и бутылок (полых стеклянных изделий).